# Sophira ypsilon
Sophira ypsilon es una especie de insecto del género Sophira de la familia Tephritidae del orden Diptera.

## Historia
Camillo Rondani la describió científicamente por primera vez en el año 1875.